# Adhemarius flavus
Adhemarius flavus är en fjärilsart som beskrevs av Friedrich Wilhelm Niepelt 1928. Adhemarius flavus ingår i släktet Adhemarius och familjen svärmare. Inga underarter finns listade i Catalogue of Life.